# Teche Kids - La TV dei ragazzi fa 70!
Teche Kids - La TV dei ragazzi fa 70! è un programma televisivo italiano, condotto da Armando Traverso e Francesca Barolini, andato in onda in una edizione e per cinque puntate su Rai 3 dal 9 al 17 settembre 2024.

## Caratteristiche
La trasmissione, condotta da Armando Traverso – che ne è anche l'autore con Giorgia De Cristofaro, Marianna Gallerano ed Elena Caterina – e Francesca Barolini per la regia di Massimiliano Sbarra, è nata come spin-off di Techetechete' per celebrare i 70 anni della TV dei ragazzi – analogamente ad altre trasmissioni andate in onda nel 2024, 70x70 - Lo sapevate che... e 30x70 - Se dico donna..., che celebrano i 70 anni della televisione italiana – attraverso cinque argomenti base: l'informazione, lo spettacolo, il gioco, l'arte e la musica, e le fiabe.
Nel programma si rievocano famose trasmissioni per ragazzi, personalità e conduttori celebri: tra le immagini ritrovate nelle Teche Rai si segnala la trasmissione 1975: Quale futuro, dove un giovane Giovanni Minoli immagina nel 1975 il mondo come sarà cinquant'anni dopo, nel 2025.

## Sigla
La sigla di apertura della trasmissione è quella della TV dei ragazzi nella versione del 1972, composta da Piero Umiliani, rielaborata nella grafica per rendere omaggio ad alcuni storici programmi per ragazzi: Chissà chi lo sa?, Zurlì il mago del giovedì, Fantaghirò, Il gioco delle cose, Il giramondo, La Banda dello Zecchino, Solletico, Big!, Pane e marmellata, Happy Magic, Tandem, L'albero azzurro, Melevisione ed È domenica papà.

## Altri tecnici
- Ricerche immagini: Giancarlo Biondi, Gabriele Di Majo, Marika Armini, Andrea D'Alfonso, Charlotte Marincola
- Ideazione grafica: Michelangelo Fornaro
- Operatore ripresa: Marco Trombetta
- Parrucchiera: Raffaella Listo
- Tecnico audio: Lazzaro Scassera
- Sonorizzazione: Fabio Ruggieri

## Puntate ed ascolti
| Puntata | Data              | Titolo        | Orario      | Telespettatori | Share |
| ------- | ----------------- | ------------- | ----------- | -------------- | ----- |
| 1       | 9 settembre 2024  | Informazione  | 15:10-15:50 | 363 000        | 3,99% |
| 2       | 10 settembre 2024 | Spettacolo    | 15:10-15:50 | 239 000        | 2,86% |
| 3       | 13 settembre 2024 | Gioco         | 15:10-15:50 | 235 000        | 2,60% |
| 4       | 16 settembre 2024 | Arte e musica | 15:25-16:10 | 217 000        | 2,45% |
| 5       | 17 settembre 2024 | Fiabe         | 15:25-16:10 | 266 000        | 3,00% |
| Media   | Media             | Media         | Media       | 264 000        | 2,98% |